# أيبيتسو
أيبيتسو هي بلدية في اليابان، وبلدة في اليابان، تقع في Kamikawa Subprefecture ‏، بلغ عدد سكانها 2,859 نسمة وذلك حسب إحصائيات سنة 2018.